# Étoile filante d'Iracoubo
Maillots
L'Étoile filante Iracoubo, plus couramment abrégée en EF Iracoubo, est un club guyanais de football fondé en 1966 et basé dans la commune d'Iracoubo.
Le club joue ses matchs à domicile au Parc des Princes d'Iracoubo, doté de 200 places.

## Histoire
Le club est fondé par Silvestre Lama, qui en devient le premier président.

### Rivalité
L'EF Iracoubo entretient une rivalité avec l'autre équipe de la région, à savoir l'Union sportive de Sinnamary. Le match entre les deux équipes est appelé le « Derby des Savanes ».

## Palmarès
| Compétitions nationales                        |
| ---------------------------------------------- |
| - Coupe de Guyane (1) : - Vainqueur : 1998-99. |

## Personnalités du club

### Présidents du club
- Silvestre Lama
- Jean-Pierre William[6]

- Rico Dufail